# دریای بی‌رحم
دریای بی‌رحم (انگلیسی: The Cruel Sea) یک رمان اثر نیکلاس مونسرات است که در سال ۱۹۵۱ منتشر شده است. از روی این رمان، اقتباسی سینمایی به همین نام به کارگردانی چارلز فرند در سال ۱۹۵۳ ساخته شده است.